# شوح نبيل
الشوح النبيل نوع نباتي شجري ينتمي إلى جنس الشوح من الفصيلة الصنوبرية.

## الانتشار
موطنه معظم مناطق شمال غرب الولايات المتحدة من شمال كاليفورنيا إلى واشنطن.

## معرض صور

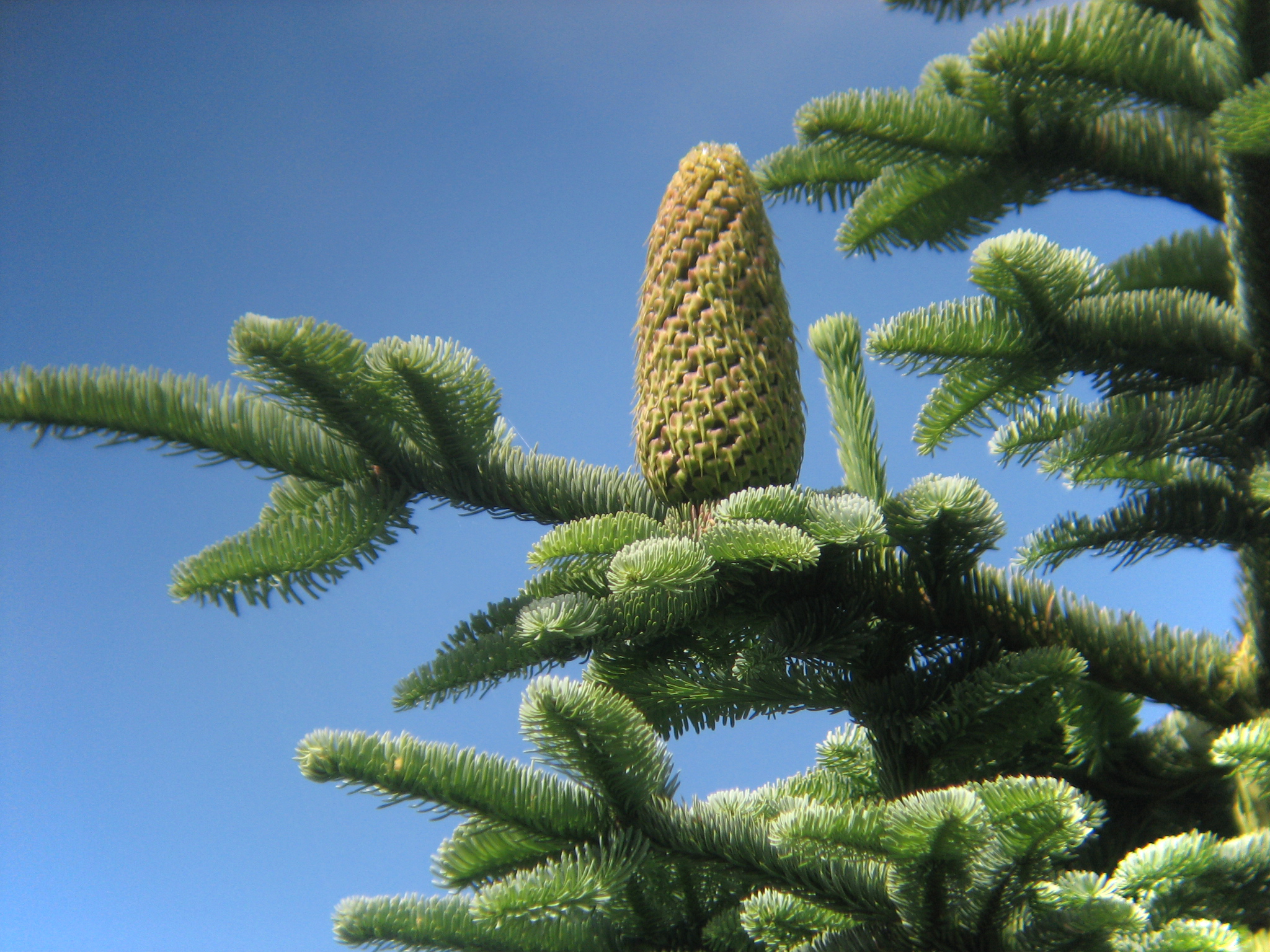
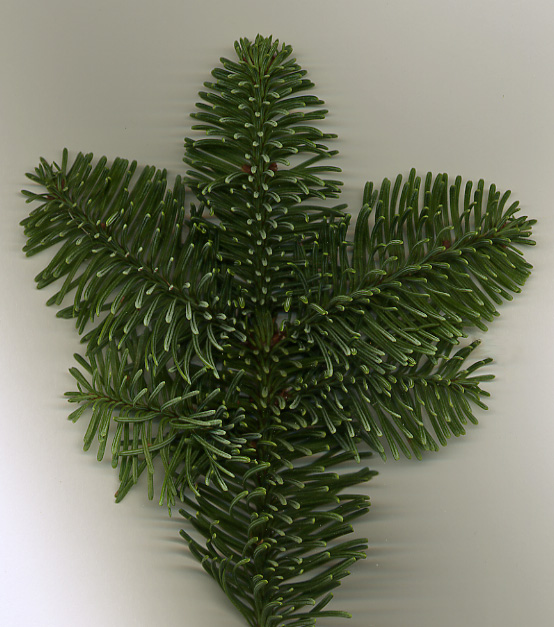
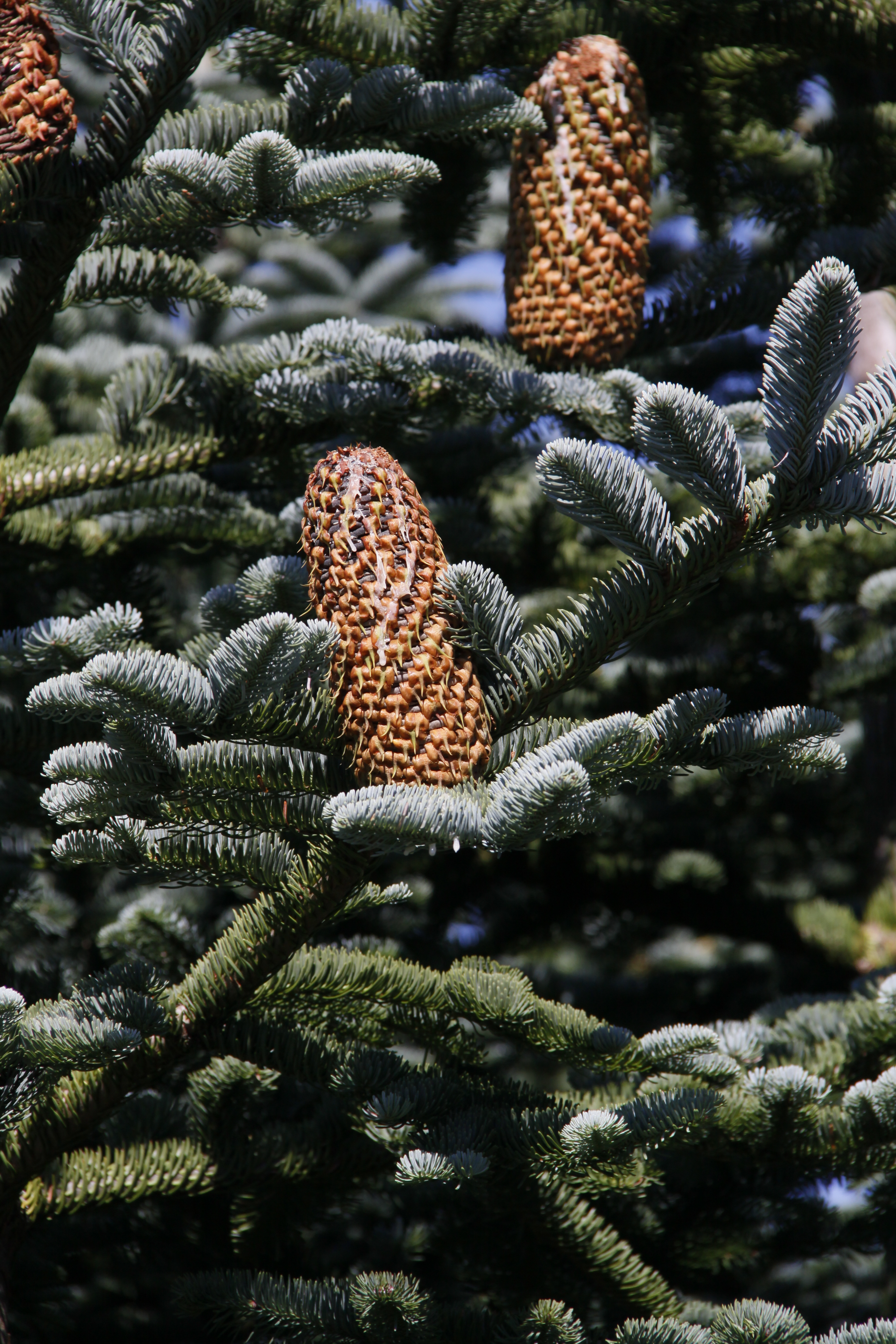